# Saint-Jouin-de-Milly
Saint-Jouin-de-Milly ist eine Commune déléguée in der französischen Gemeinde Moncoutant-sur-Sèvre mit 198 Einwohnern (Stand: 1. Januar 2022) im Département Deux-Sèvres in der Region Nouvelle-Aquitaine (zuvor Poitou-Charentes).
Die Gemeinde Saint-Jouin-de-Milly wurde am 1. Januar 2019 mit La Chapelle-Saint-Étienne, Moncoutant, Moutiers-sous-Chantemerle, Pugny und Le Breuil-Bernard zur Commune nouvelle Moncoutant-sur-Sèvre zusammengeschlossen. Sie hat seither den Status einer Commune déléguée. Die Gemeinde Saint-Jouin-de-Milly gehörte zum Arrondissement Bressuire und zum Kanton Cerizay. 

## Geographie
Saint-Jouin-de-Milly liegt etwa 13 Kilometer südwestlich vom Stadtzentrum von Bressuire. Der Sèvre Nantaise begrenzt die Commune déléguée im Westen. Umgeben wurde die Gemeinde Saint-Jouin-de-Milly von den Nachbargemeinden Courlay im Norden und Osten, Moncoutant im Süden und Südosten sowie La Forêt-sur-Sèvre im Westen.

## Bevölkerungsentwicklung
| Jahr                       | 1962 | 1968 | 1975 | 1982 | 1990 | 1999 | 2006 | 2013 |
| Einwohner                  | 322  | 287  | 252  | 230  | 232  | 252  | 205  | 196  |
| Quellen: Cassini und INSEE |      |      |      |      |      |      |      |      |